# 十一月二十九日民族解放运动
十一月二十九日民族解放运动（西班牙語：Movimiento de Liberación Nacional 29 de noviembre，缩写为MLN-29）是巴拿马的一个共产主义政党。该党成立于1970年。该党以“十一月二十九日”冠名是为了缅怀死于1969年11月29日的巴拿马共产主义领导人弗洛伊德·布里顿。